# Liste des épisodes de Tengoku-Daimakyo
La liste des épisodes de Tengoku-Daimakyo, anime japonais, est l'adaptation du manga A Journey Beyond Heaven. Il est composé de 13 épisodes.

## Générique
La chanson thème d'ouverture, Innocent Arrogance, est interprétée par BiSH, tandis que la chanson thème de fin, Daremo Karemo Dokomo Nanimo Shiranai (誰も彼も何処も何も知らない, litt. « Je ne connais personne n'importe où n'importe quoi »), est interprété par ASOBI.

## Liste des épisodes
| No | Titre français                 | Titre japonais       | Titre japonais                 | Date de 1re diffusion |
| No | Titre français                 | Kanji                | Rōmaji                         | Date de 1re diffusion |
| --- | ------------------------------ | -------------------- | ------------------------------ | --------------------- |
| 1 | Le paradis et l'enfer          | 天国と地獄           | Tengoku to jigoku              | 1er avril 2023        |
| L'histoire se déroule dans un Japon post-apocalyptique à la suite d'une catastrophe qui a dévasté le pays dans le passé. Dans une zone fortifiée, les enfants sont scolarisés par des robots et croient que le monde extérieur est "l'enfer" et peuplé de monstres. Un jour, un étudiant nommé Tokio, reçoit un message qui pose la question, "Voulez-vous sortir ?". Pendant ce temps, à l'extérieur du "mur", une fille nommée Kiruko, accompagnée d'un garçon nommé Maru qui ressemble à Tokio, voyage à travers la terre dévastée à la recherche de deux hommes sur une photo et d'un lieu appelé "Paradis". Ils rencontrent finalement une femme autonome vivant seule dans une petite ferme qui leur donne de la nourriture et un abri, mais pendant que les jeunes s'endorment, elle se prépare à une éventuelle attaque durant la nuit. |                                |                      |                                |                       |
| 2 | Deux aveux                     | 二人の告白           | Futari no kokuhaku             | 8 avril 2023          |
| La vie se déroule comme d'habitude dans "Paradis" avec Tokio spéculant sur le monde extérieur avec un enfant affligé par une maladie provoquant des taches sombres sur sa peau. Kiruko et Maru sont réveillés pendant la nuit par le son d'un monstre à l'extérieur. Elle se rend compte qu'ils ont été drogués par la femme et court dehors pour la voir armée d'un fusil. Le couple est attaqué par un Hiruko, un monstre ressemblant à un oiseau avec un dessin géométrique brillant sur son visage. Maru en déduit ses capacités offensives qui incluent des explosions ultrasoniques et des fouets invisibles tranchants comme des rasoirs, puis agit comme un leurre pour que Kiruko puisse lui tirer dessus avec sa puissante arme "Kiru-Beam". Cependant, la femme l'arrête, affirmant que la bête est son fils après l'avoir consommé. Le monstre s'arrête, mais la coupe soudainement en morceaux et la mange. Maru attaque avec colère le monstre, évitant avec succès ses fouets et atteint son corps pour écraser son cœur. Ils partent et Maru montre à Kiruko une seringue et une drogue qu'il est censé injecter à quelqu'un qui lui ressemble dans le paradis. Cela incite Kiruko à se rappeler que, alors que Mikura mourait avec des taches sombres sur la peau, elle lui a donné le pistolet Kiru-Beam et lui a dit d'emmener Maru au paradis. Le couple atteint un village agricole dirigé par Kusakabe, où quelqu'un pense que Kiruko est la coureuse d'électro-kart Kiriko Takehaya avec qui elle a une forte ressemblance. À la ferme, Maru voit des boîtes avec le même logo de conception de l'oiseau sur la poignée du pistolet de Kiruko et décide de retourner à Tokyo. Plus tard, quand Maru voulait embrasser Kiruko, elle avoue qu'elle a un corps de femme, mais son esprit est celui d'un homme. |                                |                      |                                |                       |
| 3 | Kiriko et Haruki               | 桐子と春希           | Kiriko to Haruki               | 15 avril 2023         |
| Kiruko raconte à Maru qu'il y a cinq ans, dix ans après la calamité, les frères et sœurs Haruki et Kiriko Takahaya vivaient dans un orphelinat. La sœur, Kiriko, était une coureuse d'électro-kart à succès tandis que son jeune frère Haruki traînait avec Robin, beaucoup plus âgé, qui était le chef d'un groupe combattant des monstres mangeurs d'hommes. Un jour, lors d'une course, Haruki a vu un mangeur d'hommes sur le parcours et a tenté de le tuer lui-même. Cependant, il a échoué et le monstre a commencé à le consommer. Lorsque Kiriko a vu la bête, elle a percuté son kart. Elle a tiré ce qui restait du torse de Haruki de sa gueule, puis s'est effondrée à cause de ses blessures. Plus tard, Haruki s'est réveillé dans un hôpital, mais s'est rendu compte qu'il avait le corps de Kiriko après que le médecin les a opérés. Des mois plus tard, Haruki a essayé de découvrir ce qui s'était passé, mais l'orphelinat et tous ceux qu'il connaissait avaient disparus. Quatre ans par la suite, il rencontre Maru à Nakano. Maru a encore du mal à accepter cela lorsqu'ils sont soudainement interrompus par l'arrivée d'un monstre ressemblant à un poisson. Pendant ce temps dans Paradis, Kuku critique le dessin de Kona d'un bébé, disant qu'ils n'ont pas de visages comme elle en a vu un elle-même. |                                |                      |                                |                       |
| 4 | Kuku                           | クク                 | Kuku                           | 22 avril 2023         |
| Au paradis, Kuku conduit Tokio dans le mur d'enceinte, à travers un passage d'accès, à une salle d'incubateur remplie de bébés, mais ils n'ont aucune caractéristique, seulement des cercles concentriques sur leurs visages et d'étranges appendices au lieu de jambes. Lorsque Tokio s'approche d'un bébé, une alarme se déclenche, mais ils parviennent à échapper à la détection. Les adultes dirigent l'établissement avec l'aide de Mina, l'IA qui contrôle ses fonctions, et ils surveillent les activités des enfants, y compris leurs sentiments amoureux les uns envers les autres. Plus tard, Tokio rend visite à son ami Tarao qui est en train de mourir d'une maladie qui provoque des taches sombres sur sa peau, et il dit à Tokio de s'échapper, car l'établissement est dangereux. Pendant ce temps, à bord du ferry en enfer, Kiruko en déduit que la bête de poisson utilise une couche d'eau pour survivre et l'attire dans le navire auquel elle se dessèche et meurt après que des boîtes en carton ont dégradé son revêtement protecteur humide. Lorsqu'ils atteignent le port, l'un des membres de l'équipage dit à Kiruko que le logo de l'oiseau dans le pistolet appartient à Mitsuba et que l'un d'eux se trouve le long de la route menant à la ville. Ils trouvent un bâtiment abandonné avec de la nourriture et après avoir mangé, s'installent pour la nuit, sans se rendre compte qu'ils sont dans le Mitsuba en question. |                                |                      |                                |                       |
| 5 | Le jour de la réception        | お迎えの日           | Omukae no hi                   | 29 avril 2023         |
| Maru se bat avec un groupe de voyous et se défend habilement bien qu'il perde une dent. Il dit à Kiruko qu'il est né la même année que la Grande Catastrophe et qu'il a grandi dans un orphelinat, mais que les enfants ont été dispersés quand il avait sept ans. Il a survécu dans des gangs jusqu'à ce qu'il ait environ dix ans, jusqu'à ce que Mikura l'accueille et lui apprenne à tuer Hiruko. Plus tard, après que Kiruko a vendu des livres pour acheter une carte, Maru explique à Kiruko qu'il a lu qu'avant la catastrophe, les humains fabriquaient des robots pour améliorer leur vie, mais qu'il est ensuite devenu paranoïaque à propos des robots et de la quantité de surveillance qui a conduit à l'autodestruction de la société. Connue sous le nom de théorie de l'effondrement de la guerre. Cela explique pourquoi beaucoup de gens veulent retourner dans le passé, ou du moins le recréer dans le présent. Un passager s'approche de Maru et Kiruko en quête de protection pour lui-même et sa "cargaison" jusqu'à ce qu'il atteigne le médecin de l'Ordre Immortel qui peut apparemment accorder la vie éternelle aux humains en leur transplantant des parties d'un mangeur d'hommes. Cependant, la chair s'est dégradée, alors Maru et Kiruko décident de se diriger vers une zone indiquée sur leur carte qui indique de l'eau propre. Pendant ce temps au paradis, Tarao meurt de sa maladie et la directrice est frustrée qu'il n'y ait pas de remède puisque les enfants sont immunisés contre toutes les maladies connues et elle insiste pour qu'un remède soit trouvé avant le prochain jour du destin. Néanmoins, à la suite de la crémation du corps de Tarao, l'équipe médicale trouve ce qui ressemble à un gros insecte dans les cendres.                                                 |                                |                      |                                |                       |
| 6 | Eau sûre à 100%                | 100%安全水           | Hyaku pāsento anzen mizu       | 6 mai 2023            |
| Maru et Kiruko demandent à une fille locale appelée Totori des solutions pour trouver de l'eau potable et laisser leurs affaires avec elle. Ils entrent dans un tunnel et sont attaqués par un monstre ressemblant à un ours. Kiruko l'arrête, mais ils découvrent que ce n'est pas un monstre, mais un ours sauvage et après avoir repris conscience, il les poursuit à nouveau. Alors qu'ils sont piégés dans un pylône en béton, Maru et Kiruko se rendent compte qu'ils ont besoin l'un de l'autre pour survivre et Kiruko gagne en confiance. Kiruko tue finalement l'ours avec un tir de son pistolet Kiru-Beam. Plus tard dans la soirée, Kiruko dit à Maru qu'elle soupçonne que les personnes qu'ils ont rencontrées essaient de les exploiter. La jeune femme, Totori, entre dans la chambre de Maru et lui propose des relations sexuelles contre de l'argent, mais lorsque Maru lui touche les seins, il détecte le cœur d'une bête, Hiruko, et doit alors expliquer la situation embarrassante à Kiruko. Pendant ce temps au paradis, on conseille à Tokio de se reposer à l'infirmerie où elle rêve qu'Asura apparaît devant elle et que son corps se couvre d'une tache rouge. Cette nuit-là, elle entre dans la chambre de Kona où ils se déclarent leur amour et commencent une relation sexuelle. Le docteur Sawatari trouve des preuves à partir d'une marque de chaussure que Tokio est entré dans la salle de l'incubateur. |                                |                      |                                |                       |
| 7 | Le culte des immortalistes     | 不滅教団             | Fumetsu kyōdan                 | 13 mai 2023           |
| Espérant entrer en contact avec le culte des Immortalistes, Kiruko à créer une pancarte proposant de tuer les mangeurs d'hommes et un médecin ordonne qu'ils soient amenés devant lui. Cependant, ils sont approchés par un groupe se faisant appeler les Liviuman qui sont dirigés par Mizuhashi. Ils s'opposent aux expériences inhumaines du culte des Immortalistes qui brouillent la frontière entre l'humain et la machine. Maru et Kiruko acceptent le contrat pour tuer le mangeur d'hommes censé être gardé dans le bâtiment de l'Ordre Immortel. Ils entrent dans le sous-sol pendant que des membres de Liviuman organisent une manifestation à l'extérieur, mais Maru soupçonne qu'ils sont à nouveau en train d'être installés. Ils trouvent un certain nombre de petits Hiruko endormis qu'il tue facilement, mais Kiruko est ensuite hypnotisé par un grand. Elle a des visions d'être submergée et des parties de son corps mordues, mais Maru la ramène à la raison en l'embrassant. Ils sont ensuite accueillis par un homme portant un cache-œil qui dit qu'il est le docteur Usami et il demande leur aide. |                                |                      |                                |                       |
| 8 | Leurs choix                    | それぞれの選択       | Sorezore no sentaku            | 20 mai 2023           |
| Les membres de Liviuman organisent une manifestation devant le bâtiment de l'Ordre Immortel, mais lorsque Mizuhashi tombe sur la tête, ils se retirent. À sa mort, le nouveau chef appelle à la vengeance. À l'intérieur du bâtiment, le docteur Usami emmène Maru et Kiruko voir une jeune femme aux membres amputés maintenue en vie par des machines. Il explique qu'elle a une maladie évolutive qui la transformera en mangeuse d'hommes à sa mort, et il demande à Maru de la tuer avant que cela n'arrive. Elle demande à voir le ciel, alors ils la déplacent, elle et l'appareil, sur le balcon avec lequel Maru utilise son pouvoir pour lui ôter la vie. Son dernier message révèle qu'Usami lui a donné un de ses yeux, et il fond en larmes. Pendant que les membres de Liviuman entre dans le bâtiment, le groupe d'Usami quitte le bâtiment. En dehors, deux ou trois personnes ont reconnu la photo de Robin lorsque Kiruko les montrer la photo. Ils ont dit qu'il est docteur Inazaki d'il y a deux ans. Tandis que le groupe part, Usami se suicide en tirant une balle sur sa tête avec un pistolet, en tenant tendrement le corps de la femme morte. |                                |                      |                                |                       |
| 9 | Les enfants du jardin          | 学園の子供たち       | Gakuen no kodomo-tachi         | 27 mai 2023           |
| Il y a quelques années, au paradis, l'enfant nommé Asura qui avait la capacité de guérir et de léviter, est apparu devant Kona pour lui dire au revoir avant de se pendre de manière inattendue. Pendant ce temps en enfer, Kiruko découvre qu'Usami tenait un bouton avec le logo de l'oiseau lorsqu'il est mort. À la suite d'un petit tremblement de terre, Maru et Kiruko rencontrent Juichi qui leur propose de leur vendre des informations. Il leur raconte les trois théories de la Grande Catastrophe ; du météore, de l'invasion extraterrestre et de la guerre ; avant de parler de la vie à l'intérieur d'une "ville fortifiée" où il a été utilisé comme ouvrier et "cochon reproducteur" ou donneur de sperme pour les femmes gouvernantes avant de s'échapper. Cependant, Kiruko rejette ses histoires, mais découvre qu'elles se trouvent à l'extérieur d'une académie Takahara, qui utilisait le logo de l'oiseau. Lorsqu'ils enquêtent sur le bâtiment abandonné, elle trouve un document décrivant comment il fonctionnait comme un type d'école pour orphelins. À la fin, il est révélé que Tokio est tombée enceinte, mais que le père est inconnu. |                                |                      |                                |                       |
| 10 | La ville emmurée               | 壁の町               | Kabe no machi                  | 3 juin 2023           |
| Maru et Kiruko accompagnent Juichi lors d'un voyage de cinq heures vers la ville fortifiée pour voir si son bébé est toujours en vie. Quand ils arrivent là-bas, ils découvrent que l'installation est apparemment abandonnée. Cependant, il est habité par un mangeur d'hommes en forme d'araignée qui peut créer un environnement glacial. Une fois que Kiruko parvient à le neutraliser, elle, Maru et Juichi sont approchés par deux anciens porcs reproducteurs qui informent Juichi que son enfant est toujours en vie. Après que Juichi a eu une rencontre émouvante avec son fils, Jugo, Kiruko prévoit de se rendre aux installations de l'Académie Takahara à Ibaraki. Cette nuit-là, lorsqu'ils sont à nouveau attaqués par le mangeur d'hommes, Maru se rend compte qu'il s'agit en fait de Jugo, qui ignore ses capacités. Juichi décide de rester avec les autres hommes et Jugo, alors il donne sa camionnette à Maru et Kiruko. Juichi tue plus tard brutalement l'homme qui a sonné l'alarme lorsqu'il s'est échappé de la ville fortifiée. Pendant ce temps, au paradis, d'autres enfants arrivent à l'établissement. |                                |                      |                                |                       |
| 11 | Le test commence               | テストを始めます     | Tesuto o hajimemasu            | 10 juin 2023          |
| Au paradis, Tokio accouche et le réalisateur discute avec Sawatari de la possibilité que l'enfant des deux « enfants » soit capable de résister à la maladie incurable qui finit par affecter tous les enfants produits par Mina. Comme la réalisatrice a plus de 80 ans, elle prévoit de se faire greffer le cerveau dans la plus jeune directrice adjointe, Aoshima, pour mener à bien ses plans. Pendant ce temps en enfer, Maru et Kiruko continuent leur voyage dans la camionnette de Juichi. La nuit, ils voient de la fumée au loin et décident d'enquêter le lendemain. De retour au paradis, Mimihime se lie d'amitié avec une jeune fille solitaire nommée Ohma. Cependant, lorsqu'elle enlève les lunettes de soleil d'Ohma, Mimihime fait un terrible cauchemar. Les enfants sont ensuite rassemblés et informés qu'ils vont tous entreprendre un test qui les obligera à "atteindre l'extérieur de l'extérieur" dans leur rôle de Hiruko. |                                |                      |                                |                       |
| 12 | Le dehors du dehors            | 外の外               | Soto no soto                   | 17 juin 2023          |
| Le jour de l'épreuve au paradis, une explosion brise leur paisible existence. Le mur extérieur est percé et les enfants découvrent le monde extérieur. Pendant ce temps, en enfer, Maru et Kiruko rencontrent un marché populaire. Cependant, ils découvrent que les « jetons » sont utilisés comme monnaie à la place de l'argent ordinaire. Ils se rendent au Ministère de la Reconstruction pour s'inscrire et en obtenir où Kiruko découvre que Robin est là. Elle reçoit un rendez-vous pour le rencontrer plus tard à la grande usine de filtration, qui se trouve sur le site de l'ancienne installation de l'Académie Takahara d'Ibaraki. À l'heure dite, Kiruko s'y rend seule et explique à Robin qu'elle est vraiment Haruki dans le corps de Kiruko, ce qui amène Robin à soupçonner que Sakota a fait l'opération. Cependant, après avoir encouragé Kiruko à prendre un bain, Robin la menotte et la viole tout en acceptant qu'elle est aussi Haruki. |                                |                      |                                |                       |
| 13 | Le voyage continue et commence | 旅の続き・旅の始まり | abi no tsuzuki tabi no hajimar | 24 juin 2023          |
| Taka et Anzu continuent d'explorer le monde extérieur, tandis que Mimihime et Shiro choisissent de retourner au paradis et de dire aux autres ce qu'ils ont trouvé. Au paradis, Sawatari donne un bébé à Aoshima en disant que c'est celui de Tokio et Aoshima annonce alors un projet Noah pour sauver les enfants. La directrice gravement blessée arrive et tente de prendre le bébé de Tokio, ce qui l'amène à activer son pouvoir surhumain. En enfer, deux jours après son départ pour rencontrer Robin, Maru décide de rechercher Kiruko. Lorsque les gardes de l'usine de filtration mentionnent les activités de Robin et de son ex-petite amie, Maru se fraye un chemin dans l'usine pour trouver Kiruko ligoté et nu. Maru attaque Robin, mais Kiruko l'empêche de battre Robin à mort et ils partent ensemble. Kiruko est confuse et déprimée à la suite de son épreuve, mais Maru avoue à nouveau ses sentiments envers elle et promet de la protéger. Kiruko déchire la photo de Robin avant de partir pour continuer sa recherche du paradis. Ailleurs, Mimihime, Shiro, Taka et Anzu sont vus sur un hors-bord se dirigeant vers une ville très éclairée. |                                |                      |                                |                       |